# Federico Gamboa
Federico Gamboa (Cidade do México, 22 de dezembro de 1864 — Cidade do México, 15 de agosto de 1939) foi um periodista, narrador, escritor e autor mexicano. Além disso, ingressou como presidente da secretaria de relações exteriores em 1910 e 1913.
Em 1899, foi nomeado membro da Real Academia Espanhola e, dez anos depois, indicado à direção da Academia Mexicana da Língua, porém ocupou essa cargo apenas em 1923. Ainda, em 1935, como membro honorário, foi selecionado pela Academia Colombiana da Língua.

## Obras
- La última campaña (1894)
- Suprema Ley (1896)
- Metamorfosis (1899)
- Santa (1903)
- La venganza de la gleba (1905)
- Reconquista (1908)
- Entre hermanos (1928)
- Mi diario (1938)
- Santa (1978)